# Пашкевич, Рита Семёновна
Пашкевич Рита Семёновна (24 января 1931, Бухарино, Криворожский район — 13 июня 2007, Киев) — советская и украинская художница декоративно-прикладного искусства, мастер по росписи и промышленным тканям.

## Биография
Родилась 24 января 1931 года в посёлке Бухарино (ныне Долгинцево в черте города Кривой Рог) Криворожского района (ныне Днепропетровской области).
В 1948 году поступила и в 1953 году с отличием окончила факультет живописи Днепропетровского государственного художественного училища. Преподаватель по специальности Погребняк, А. Куко.
В 1953 году поступила и в 1959 году окончила Львовский государственный институт прикладного и декоративного искусства. Преподаватели по специальности: А. Бельтюкова, Е. Арофикин, В. Монастырский, И. Гуторов. Защитила дипломную работу «Серия одёжных шёлковых тканей с выбойными и ткаными узорами» на отлично. 18 января 1957 года родился сын Вадим.
С 1959 года жила и работала в Киеве. В 1959—1986 годах — ведущий художник Дарницкого шёлкового комбината.
С 1964 года — член Союза художников УССР.
В 1968 году участвовала во всесоюзной творческой группе под руководством художника-искусствоведа Элия Белютина в Москве.
В 1981—1991 годах работала в области монументально-декоративного искусства в Художественном фонде Украины, выполняла гобелены и роспись по шёлку для организаций-заказчиков в разных городах УССР.
Умерла 13 июня 2007 года в Киеве.

## Творчество
Работала в области декоративно-прикладного искусства. Основные произведения — роспись на шёлковых и жаккардовых тканях. Создавала рисунки набойкой для платяных тканей. Обращалась к созданию тематических гобеленов.
- «Берёзки» (1959);
- «Вечерний Киев» (1960);
- «Гуцулы» (1962);
- «Наталка Полтавка» (1963);
- «Карпаты» (1963);
- «Красные розы» (1964);
- «Каштаны» (1965);
- «Розы» (1965);
- «Каштаны» (1966);
- «Калина» (1971);
- «Праздничное поздравление» (гобелен, 1972);
- «Донбасс» (гобелен, 1975) и другие.

С 1959 года участвует в зарубежных промышленных, с 1964 года — республиканских выставках.
Награждена медалью[какой?].